# Ladies' Night (chanson)
Pour les articles homonymes, voir Ladies' Night.
Singles de Kool & the Gang
Slick Superchick
(1978) Too Hot
(1980)
Ladies' Night est une chanson du groupe de disco américain Kool & the Gang, sortie le 21 août 1979 comme premier single de leur album du même nom, Ladies' Night.

## Accueil
La chanson en tant que single connaît un succès important et est devenue un classique des stations de radio. Elle connaît également le succès dans les hit-parades, atteignant la 8e place du Billboard Hot 100 américain en 1980 et reste en tête du hit-parade R&B américain pendant trois semaines. La chanson a également permis à Kool & the Gang d'obtenir leur premier succès au Royaume-Uni en août 1979, en se classant à la neuvième place du UK Singles Chart.
Dans une critique parue dans le magazine américain Record World, la chanson est qualifiée de « coup d'éclat de la musique funk ».

## Liste des titres
| A. | Ladies' Night            | - George M. Brown - Kool & the Gang | 3:32 |
| B. | If You Feel Like Dancin' | - Ronald Bell - Kool & the Gang     | 5:05 |

## Classements et certifications
| Classement (1979–80)                   | Meilleure position |
| -------------------------------------- | ------------------ |
| Allemagne de l'Ouest (Media Control)   | 18                 |
| Autriche (Ö3 Austria Top 40)           | 18                 |
| Belgique (Flandre Ultratop 50 Singles) | 14                 |
| États-Unis (Hot 100)                   | 8                  |
| États-Unis (Hot Soul Singles)          | 1                  |
| Finlande (Suomen virallinen lista)     | 5                  |
| Italie (Musica e dischi)               | 30                 |
| Norvège (VG-lista)                     | 10                 |
| Pays-Bas (Nederlandse Top 40)          | 14                 |
| Pays-Bas (Nationale Hitparade)         | 12                 |
| Royaume-Uni (UK Singles Chart)         | 9                  |
| Suisse (Schweizer Hitparade)           | 7                  |

| Classement (1980)             | Position |
| ----------------------------- | -------- |
| États-Unis (Hot 100)          | 35       |
| États-Unis (Hot Soul Singles) | 10       |

### Certifications
| Région                                | Certification | Ventes/Streams |
| ------------------------------------- | ------------- | -------------- |
| Canada (Music Canada)                 | Or            | 75 000^        |
| États-Unis (RIAA)                     | Or            | 1 000 000^     |
| ^Mise en rayon selon la certification |               |                |